# Aire urbaine de Terrasson-Lavilledieu
L'aire urbaine de Terrasson-Lavilledieu était une aire urbaine française constituée autour de la ville de Terrasson-Lavilledieu, en Dordogne.
En 2020, l'Insee définit un nouveau zonage d'étude : les aires d'attraction des villes en remplacement des aires urbaines. Terrasson-Lavilledieu en est dépourvue mais est incluse dans l'aire d'attraction de Brive-la-Gaillarde.

## Caractéristiques
L'aire urbaine de Terrasson-Lavilledieu était composée de deux communes, situées en Dordogne et en Corrèze.
Son pôle urbain était l'unité urbaine de Terrasson-Lavilledieu, formée des deux mêmes communes.

## Composition
Selon la délimitation de 2010, les deux communes formant l'aire urbaine de Terrasson-Lavilledieu étaient Cublac (en Corrèze) et Terrasson-Lavilledieu (en Dordogne).

## Évolution démographique
L'évolution démographique ci-dessous concerne l'aire urbaine selon le périmètre défini en 2010.
| 1968  | 1975  | 1982  | 1990  | 1999  | 2007  | 2012  | 2017  | - | - |
| ----- | ----- | ----- | ----- | ----- | ----- | ----- | ----- | - | - |
| 6 590 | 7 353 | 7 682 | 7 564 | 7 695 | 7 836 | 7 959 | 7 897 | - | - |

## Logement
En 2017, l'aire urbaine regroupait 4 446 logements contre 4 342 en 2012, soit une augmentation de 2,4 %. Il s'agissait essentiellement de résidences principales (3 608), soit 81,2 % du parc immobilier. Les résidences secondaires ou les logements occasionnels étaient minoritaires (368, soit 8,3 %), le reste correspondant à 469 logements vacants, soit 10,6 % du parc.

## Emploi
En 2017, l'aire urbaine offrait 2 978 emplois, contre 3 038 en 2012, soit une baisse de 1,97 %. De son côté, le chômage affectait 598 personnes (18,1 % de la population active) en 2017 contre 644 en 2012 (19,3 %), soit une amélioration de 1,2 point.